# Hrabstwo Charles

Piramida wieku hrabstwa

Hrabstwo Charles (ang. Charles County) – hrabstwo w stanie Maryland w Stanach Zjednoczonych. Hrabstwo zajmuje powierzchnię całkowitą 1 666 km², z czego 1 194 km² stanowi powierzchnia lądowa. Według szacunków US Census Bureau w roku 2006 hrabstwo Calvert liczyło 140 416 mieszkańców. Siedzibą hrabstwa jest miejscowość La Plata.

## Historia
Hrabstwo Charles zostało utworzone w 1658 roku. Nazwa pochodzi od imienia Charlesa Calverta, trzeciego barona Baltimore, właściciela kolonii Maryland. W 1695 roku część hrabstwa Charles została połączona z częścią hrabstwa Calvert i zostało w ten sposób utworzone nowe hrabstwo Prince George’s.

## Geografia
Całkowita powierzchnia hrabstwa wynosi 1 666 km², z czego 1 194 km² stanowi powierzchnia lądowa, a 472 km² (28,3%) powierzchnia wodna. Najwyższy punkt w hrabstwie ma wysokość 72 m n.p.m., zaś najniższy punkt położony jest na poziomie morza przy ujściu rzeki Potomak do zatoki Chesapeake.

### Miasta
- Indian Head
- La Plata
- Port Tobacco Village

### CDP
- Benedict
- Bennsville
- Bryans Road
- Bryantown
- Cobb Island
- Hughesville
- Potomac Heights
- Pomfret
- Rock Point
- Waldorf